# Station Nippombashi
Station Nippombashi (日本駅, Nipponbashi-eki) is een metrostation in de wijk Chūō-ku in de Japanse stad Osaka. Het station dient niet verward te worden station Nihombashi in Tokio (welke dezelfde karakters heeft). Het wordt aangedaan door de Sakaisuji-lijn en de Sennichimae-lijn. Beide lijnen hebben eigen perrons, daar de lijnen loodrecht op elkaar staan. De perrons van de Sakaisuji-lijn bevinden zich op het eerste ondergrondse niveau en de perrons van de Sennichimae-lijn op het tweede. Het station van Kintetsu bevindt zich op het derde niveau ondergronds. 

## Lijnen

### Sennichimae-lijn(stationsnummer S17)
| 1 | ■ Sennichimae-lijn | richting Tsuruhashi en Minami-Tatsumi |
| 2 | ■ Sennichimae-lijn | richting Namba, Awaza en Nodahanshin  |

### Sakaisuji-lijn(stationsnummer K17)
| 1 | ■Sakaisuji-lijn | richting Dōbutsuen-mae en Tengachaya |
| 2 | ■Sakaisuji-lijn | richting Tenjimbashisuji Rokuchōme   |

## Geschiedenis
Het station van de Sennichimae-lijn werd in 1969 geopend, waarna het gedeelte voor Sakaisuji-lijn in 1970 werd geopend.

## Overig openbaar vervoer
Bussen 73 en 105

## Stationsomgeving
- Station Kintetsu Nippombashi aan de Namba-lijn
- Expositiehal van Takashimaya
- Kuromon-markt
- Bic Camera
- Namba Walk (winkelpassage)
- Nationaal Bunraku Theater
- FamilyMart
- 7-Eleven
- Circle-K
- McDonald's
- Dotomborigawa (rivier)
- Nippombashi (brug)
- Namba Oriental Hotel

Tenjimbashisuji Rokuchōme · Ōgimachi · Minami-Morimachi · Kitahama · Sakaisuji-Hommachi · Nagahoribashi ·  Nippombashi · Ebisuchō · Dōbutsuen-mae · Tengachaya
Nodahanshin · Tamagawa · Awaza · Nishi-Nagahori · Sakuragawa · Namba ·  Nippombashi · Tanimachi Kyūchōme · Tsuruhashi · Imazato · Shin-Fukae · Shōji · Kita-Tatsumi · Minami-Tatsumi